# Alexander Geynrikh
Alexander Rudolfovitch Geynrikh (en russe : Александр Рудольфович Гейнрих), né le 6 octobre 1984 à Angren en Ouzbékistan, est un ancien footballeur international ouzbek.

## Biographie

### Sélection
Aleksandr Geynrikh est convoqué pour la première fois par le sélectionneur national Yuriy Sarkisyan  pour un match amical face à la Slovénie le 14 mai 2002. Le 2 avril 2003, il marque son premier but en équipe d'Ouzbékistan lors d'un match amical face à la Biélorussie.
Il compte 83 sélections et 28 buts avec l'équipe d'Ouzbékistan depuis 2002.

## Palmarès

### En club
- Pakhtakor Tachkent :
  - Champion d'Ouzbékistan en 2002, 2005 et 2007
  - Vainqueur de la Coupe d'Ouzbékistan en 2002, 2005 et 2007

- CSKA Moscou :
  - Champion de Russie en 2003
  - Finaliste de la Supercoupe de Russie en 2003

- Suwon Bluewings :
  - Finaliste de la Coupe de Corée du Sud en 2011

### En sélection nationale
- Quatrième de la Coupe d'Asie en 2011

### Récompenses
- Élu footballeur ouzbek de l'année 2002

## Statistiques

### Statistiques en club
| Saison                | Club                  | Championnat           | Championnat | Championnat | Coupe(s) nationale(s) | Coupe(s) nationale(s) | Compétition(s) continentale(s) | Compétition(s) continentale(s) | Compétition(s) continentale(s) | Ouzbékistan | Ouzbékistan | Total | Total |
| Saison                | Club                  | Division              | M.          | B.          | M.                    | B.                    | Comp.                          | M.                             | B.                             | M.          | B.          | M.    | B.    |
| 2001                  | Dostlik Tachkent      | Uzbek League          | 12          | 0           | -                     | -                     | -                              | -                              | -                              | -           | -           | 12    | 0     |
| 2002                  | Pakhtakor Tachkent    | Uzbek League          | 23          | 9           | -                     | -                     | -                              | -                              | -                              | 2           | 0           | 25    | 9     |
| 2003                  | CSKA Moscou           | Premier-Liga          | 2           | 1           | 1                     | 0                     | -                              | -                              | -                              | 5           | 2           | 8     | 3     |
| 2004                  | CSKA Moscou           | Premier-Liga          | 0           | 0           | -                     | -                     | -                              | -                              | -                              | 7           | 4           | 7     | 4     |
| 2005                  | Pakhtakor Tachkent    | Uzbek League          | 12          | 5           | -                     | -                     | -                              | -                              | -                              | 3           | 2           | 15    | 7     |
| 2005                  | Torpedo Moscou        | Premier-Liga          | 11          | 0           | -                     | -                     | -                              | -                              | -                              | 3           | 0           | 14    | 0     |
| 2006                  | Torpedo Moscou        | Premier-Liga          | 10          | 0           | -                     | -                     | -                              | -                              | -                              | 6           | 2           | 16    | 2     |
| 2007                  | Pakhtakor Tachkent    | Uzbek League          | 26          | 16          | -                     | -                     | -                              | -                              | -                              | 9           | 3           | 35    | 19    |
| 2008                  | Pakhtakor Tachkent    | Uzbek League          | 25          | 12          | -                     | -                     | ACL                            | 5                              | 2                              | 8           | 1           | 38    | 15    |
| 2009                  | Pakhtakor Tachkent    | Uzbek League          | -           | -           | -                     | -                     | ACL                            | 9                              | 2                              | 4           | 2           | 13    | 4     |
| 2010                  | Pakhtakor Tachkent    | Uzbek League          | 22          | 11          | -                     | -                     | ACL                            | 3                              | 1                              | 7           | 4           | 32    | 16    |
| 2011                  | Suwon Bluewings       | K League              | 18          | 3           | 3                     | 0                     | ACL                            | 3                              | 0                              | 14          | 6           | 38    | 9     |
| 2011-2012             | Emirates              | Pro-League            | 7           | 2           | 1                     | 0                     | -                              | -                              | -                              | 4           | 0           | 12    | 2     |
| 2012                  | FK Aktobe             | Premier-Liga          | 13          | 6           | 4                     | 1                     | C3                             | 5                              | 1                              | 5           | 2           | 27    | 10    |
| 2013                  | FK Aktobe             | Premier-Liga          | 18          | 6           | 2                     | 0                     | C3                             | 6                              | 0                              | 6           | 0           | 32    | 6     |
| Total sur la carrière | Total sur la carrière | Total sur la carrière | 199         | 71          | 11                    | 1                     | -                              | 31                             | 6                              | 83          | 28          | 324   | 106   |

### Buts en sélection
Le tableau suivant liste les résultats de tous les buts inscrits par Aleksandr Geynrikh avec l'équipe d'Ouzbékistan.